# Zeevang
Zeevang là một đô thị ở tỉnh Noord-Holland của Hà Lan.

## Các trung tâm dân cư
Đô thị Zeevang bao gồm các thị xã, thị trấn và làng: Beets, Etersheim, Hobrede, Kwadijk, Middelie, Oosthuizen, Schardam, Warder.